# 대사로 (남원시)
대사로(Daesa-ro)는 전북특별자치도 남원시 대산면에서 남원시 사매면 매내사거리까지를 연결하는 도로이다. 도로 이름은 대사면과 사매면의 첫 글자를 따서 명명되었다.

## 주요 경유지
전북특별자치도
- 남원시 (대산면 . 사매면)

## 노선
| 이름            | 접속 노선                          | 소재지 | 소재지 | 비고                 |
| --------------- | ---------------------------------- | ------ | ------ | -------------------- |
| (이름없음)      | 국도 제24호선 (남문로) (비홍로     | 남원시 | 대산면 |                      |
| (이름없음)      | 노산하대길 감성1길                 | 남원시 | 대산면 | 지방도 제745호선구간 |
| 신운교          |                                    | 남원시 | 대산면 | 지방도 제745호선구간 |
| 북남원 IC교차로 | 순천완주고속도로 제27호선 북남원로 | 남원시 | 대산면 | 지방도 제745호선구간 |
| 옥전교          |                                    | 남원시 | 대산면 | 지방도 제745호선구간 |
| 옥전2교         |                                    | 남원시 | 대산면 | 지방도 제745호선구간 |
| (이름없음)      | 혼불로                             | 남원시 | 대산면 | 지방도 제745호선구간 |
| 월평 교차로     | 국도 제17호선 (춘향로)             | 남원시 | 사매면 |                      |
| 매내삼거리      | 덕오로                             | 남원시 | 사매면 |                      |